# 엘더 스크롤 IV: 오블리비언
《엘더 스크롤 4: 오블리비언》(The Elder Scrolls IV: Oblivion)는 베데스다 소프트웍스(Bethesda Softworks)가 제작한 싱글 플레이 롤플레잉 비디오 게임이다. 액션 판타지 비디오 게임 시리즈인 엘더 스크롤의 네 번째 작품이다. 2006년 3월 21일 윈도우 PC와 엑스박스 360으로 처음 출시되었다. 2007년 3월 20일에는 북미 지역에서 플레이스테이션 3로 출시되었으며, 같은 해 4월 27일 유럽에서도 동일한 플랫폼으로 출시되었다. 확장팩으로는 쉬버링 아일즈(Shivering Isles)와 나이트 오브 나인(Knight Of The Nine)이 있으며 많은 양의 요소들이 게임에 추가되었다. 이전 엘더 스크롤 시리즈처럼 플레이어는 주된 줄거리의 진행을 늦추거나 무시하면서 게임 세계의 어느 곳이든지 아무 때나 갈 수 있다. 개발자들은 과거 시리즈보다 더욱 정확한 짜임새에 심혈을 기울였고, 이러한 설계는 게임 저널들로부터 좋은 평가를 받았다. 2011년 11월 11일 후속작 "엘더스크롤 5: 스카이림"이 전 세계 동시 발매되었다.

## 줄거리
오블리비언의 기본적인 줄거리는 유리엘 셉팀 7세 황제와 함께 탈출하려다 황제의 시해를 목격한 죄수인 주인공의 이야기를 따라 전개된다. 지옥의 영역인 오블리비언으로 통하는 문을 열어 탐욕스런 악마(데이드라, 드러모라)들과 함께 인간계에 공포를 몰고 오고자 하는 신화 여명회(Mythic dawn)의 음모를 저지하기 위한 모험을 다루고 있다.

## 부 줄거리

### 오블리비언
제국은 유리엘 셉팀 7세 황제의 암살로 붕괴 직전이던 오블리비언 게이트가 열려 탐욕스런 데이드라와 드러모라들이 지상으로 나오고 있다. 공석이 된 왕좌의 잃어버린 후계자를 찾고 탐리엘을 쑥밭으로 만들려는 사악한 계획을 저지해야 한다.

### 쉬버링 아일즈
편집증과 절망에 사로잡혀 있는 왕국의 시험에서 살아남아 신의 외투를 얻을 준비가 되었는가? 그렇다면 마니아(Mania)와 디멘시아(Dementia)로 갈라진 셰오그라스(Sheogorath)의 왕국을 탐험해볼 것을 권장한다.

### 나이트 오브 나인
타락한 왕이 오블리비언의 어둠의 속박을 깨고 나와 자신을 추방한 신에 대한 복수를 계획하고 있다. 오직 순수한 마음을 가진 투사만이 사악한 악을 지상에서 추방시킬 수 있을 것이다.

## 게임플레이
오블리비언은 판타지 롤플레잉 어드벤처 게임으로 매우 높은 자유도의 게임플레이를 할 수 있다. 메인 퀘스트는 늦추거나 완전히 무시할 수 있으며, 그 대신 광활한 게임 세계를 여행하면서 각종 서브 퀘스트를 진행하거나 NPC와 상호작용하는 등 다양한 플레이를 통해서 캐릭터를 발전시킬 수 있다. 플레이어는 게임 중 아무 때나 시로딜 전 지역의 어느 곳이든 갈 수 있으며, 메인 퀘스트 줄거리가 모두 끝난 후에도 계속 게임을 플레이할 수 있다. 게임의 끝은 없으며, 플레이어는 자신의 캐릭터를 스킬이나 장비의 제한 없이 원하는 만큼 성장시킬 수 있다. 윈도 버전의 경우, 대부분의 요소를 자유롭게 수정할 수 있으며, 인터넷을 통해서 다른 사람들이 공개한 수천 개의 모드(MOD)를 적용하여 게임의 부족한 부분을 보완하거나 삭제된 부분을 부활시켜 게임플레이의 품질을 더 향상시킬 수도 있다.
게임에서는 괴물과 동물을 포함한 다양한 적들을 만날 수 있으며, 레벨 스케일링이 적용되어 캐릭터가 스킬에 숙달될수록 적들의 힘과 무기도 비례하여 강해진다. 레벨업을 하지 않을 경우 난이도를 그대로 유지할 수 있다. 또한 옵션을 통해서 게임의 전반적인 난이도를 조절할 수도 있는데, 예를 들어 플레이어가 강력한 적들에 맞서 주변 NPC와 함께 싸우고 있을 때 아군을 위기에서 구출하고 싶다면 옵션 창에서 난이도를 매우 낮음으로 설정할 수 있고, 홀로 위대한 모험과 진정한 도전을 꿈꾸고 있다면 난이도를 매우 높음으로 조절할 수도 있다. 이러한 시스템은 베데스다의 후속 게임인 폴아웃 3에서도 그대로 적용되었다.
이전 시리즈인 엘더 스크롤: 아레나와 엘더 스크롤 II: 대거폴에서 볼 수 있었던 빠른 여행 시스템이 오블리비언에도 도입되었다. 오블리비언에서는 플레이어가 어떤 지역을 방문하면, 지도에서 해당 지역이 아이콘으로 표시된다. 이 아이콘을 클릭하면 플레이어는 즉시 그 지역으로 이동할 수 있다. 빠른 여행을 할 때의 게임 시간은 플레이어가 직접 그 지역으로 걸어갈 때의 시간이 반영되어 적용된다.
오블리비언이 개발되는 동안에 주된 초점이 되었던 것은 엘더 스크롤 3: 모로윈드의 은닉 스킬과 전투 스킬의 재조정이었다. 오블리비언의 스킬 시스템은 모로윈드와 비슷하지만 스킬의 수는 더 적어졌다. 이전에 있던 "미디움 아머(중갑)", "비무장", "창" 스킬이 모두 삭제되었다. "단검"과 "장검" 스킬은 "검" 스킬로 통합(일본도의 경우 아카비리 카타나 시리즈로 재등장했으며 MOD를 통해 부활시키거나 추가시킬 수 있다)되었으며, "도끼" 스킬이 "둔기" 스킬에 합쳐졌다. "망각" 마법 기술 또한 삭제되었다. 게임은 스킬에 특별한 보너스가 추가되는 "마스터리 레벨"도 소개하고 있는데, 플레이어가 스킬의 일정 레벨에 도달하면 경험해볼 수 있다. 전투 시스템 또한 수정되었다. "강한 공격"(특정 마스터리 레벨에 도달하면 사용 가능)이 추가되었으며, 모로윈드의 세분화된 근접 공격 스타일이 사라졌다. 원거리 공격 또한 캐릭터의 스킬 수치보다는 플레이어의 실력이 더욱 높게 반영이 되는 것으로 바뀌었다. 이전 시리즈의 창, 던지는 무기, 석궁은 삭제되었다.(MOD를 통해 부활시키는 것도 가능) 모든 원거리 무기 중에서 특별히 활에 대해서만 개발 노력의 초점을 기울인 것은 개발팀이 하복 물리 엔진을 이용하여 "가능한한 완벽하게 원거리 무기의 느낌이 나도록"하기 위해서였다. 모로윈드에서는 자동이었던 방어 스킬은 오블리비언에서 버튼을 눌러서 사용하는 수동으로 변하였다. 방어 구조의 원리도 바뀌었는데, 방어에 성공하면 반동으로 인해서 적이 물러나고, 이때 허점이 드러나게 되어서 플레이어가 공격을 할 수 있게 된다.

## 평가
| 평가 |                                        |
| --- | -------------------------------------- |
| 통합 점수 통합사 점수 게임랭킹스 93.85% (X360) [ 12 ] 92.98% (PS3) [ 13 ] 93.29% (PC) [ 14 ] 메타크리틱 94/100 (X360) [ 15 ] 93/100 (PS3) [ 16 ] 94/100 (PC) [ 17 ] 평론 점수 평론사 점수 1UP.com A [ 18 ] [ 19 ] [ 20 ] 올게임 [ 21 ] 패미츠 38/40 (X360) [ 22 ] 게임스팟 9.6/10 (X360) [ 23 ] 9.5/10 (PS3) [ 24 ] 9.3/10 (PC) [ 25 ] 게임스파이 [ 26 ] [ 27 ] [ 28 ] IGN 9.3/10 (X360) [ 29 ] 9.2/10 (PS3) [ 30 ] 9.3/10 (PC) [ 31 ] OXM (US) 9.5/10 (X360) [ 32 ] PC 게이머 (US) 95/100 (PC) [ 33 ] |                                        |
| 통합 점수 |                                        |
| 통합사 | 점수                                   |
| 게임랭킹스 | 93.85% (X360) 92.98% (PS3) 93.29% (PC) |
| 메타크리틱 | 94/100 (X360) 93/100 (PS3) 94/100 (PC) |
| 평론 점수 |                                        |
| 평론사 | 점수                                   |
| 1UP.com | A                                      |
| 올게임 | [ 21 ]                                 |
| 패미츠 | 38/40 (X360)                           |
| 게임스팟 | 9.6/10 (X360) 9.5/10 (PS3) 9.3/10 (PC) |
| 게임스파이 | [ 26 ] [ 27 ] [ 28 ]                   |
| IGN | 9.3/10 (X360) 9.2/10 (PS3) 9.3/10 (PC) |
| OXM (US) | 9.5/10 (X360)                          |
| PC 게이머 (US) | 95/100 (PC)                            |

## 같이 보기
- 엘더 스크롤